# Mefjorden
Mefjorden es un fiordo en el municipio de Berg in Troms, Noruega. El fiordo se interseca con Senja desde el noroeste. Mefjordvær y Senjahopen están al sur del fiordo. En el final está el pueblo de Mefjordbotn.

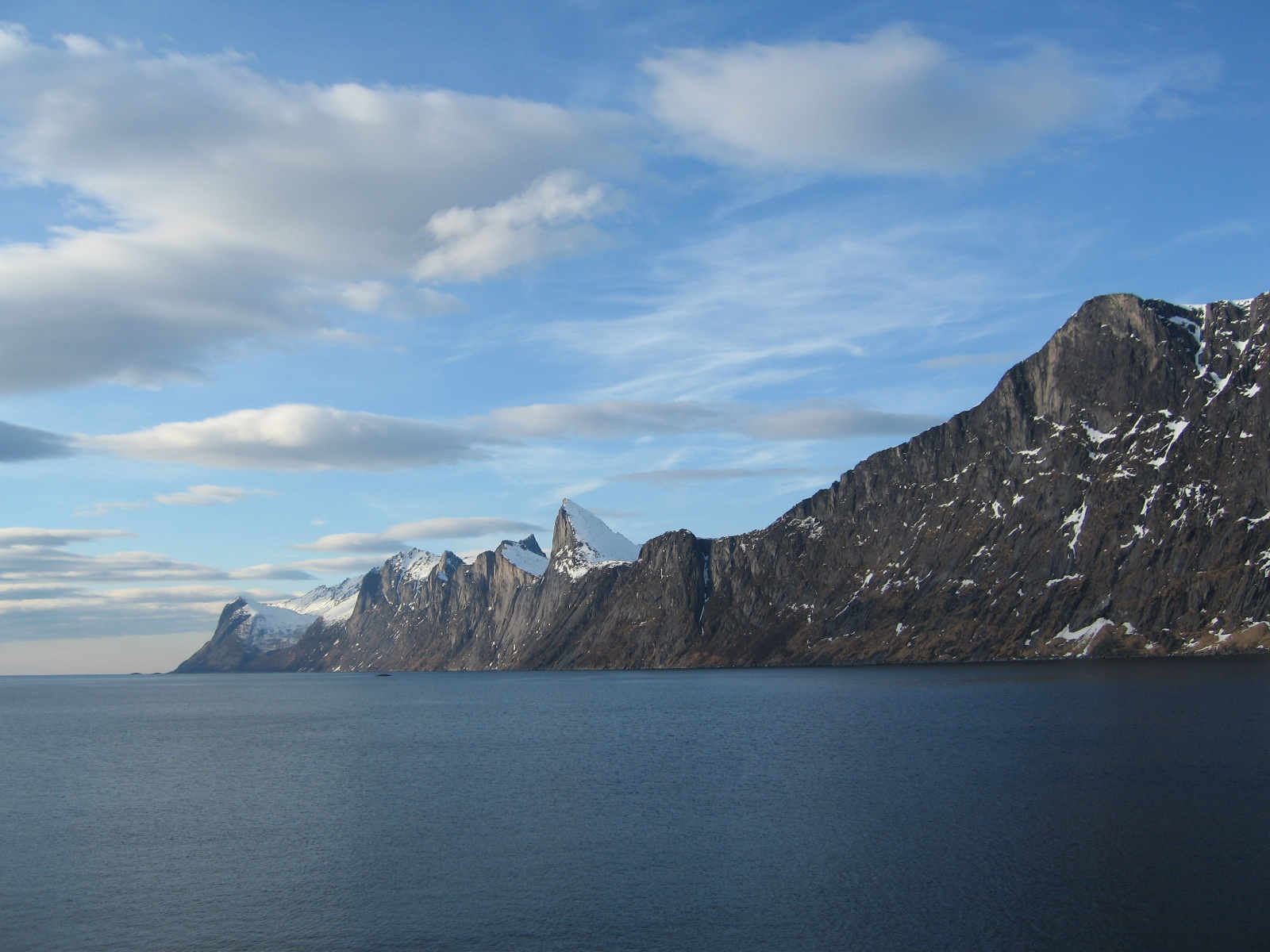
Mefjorden, Senja.